# Oselstraße 28

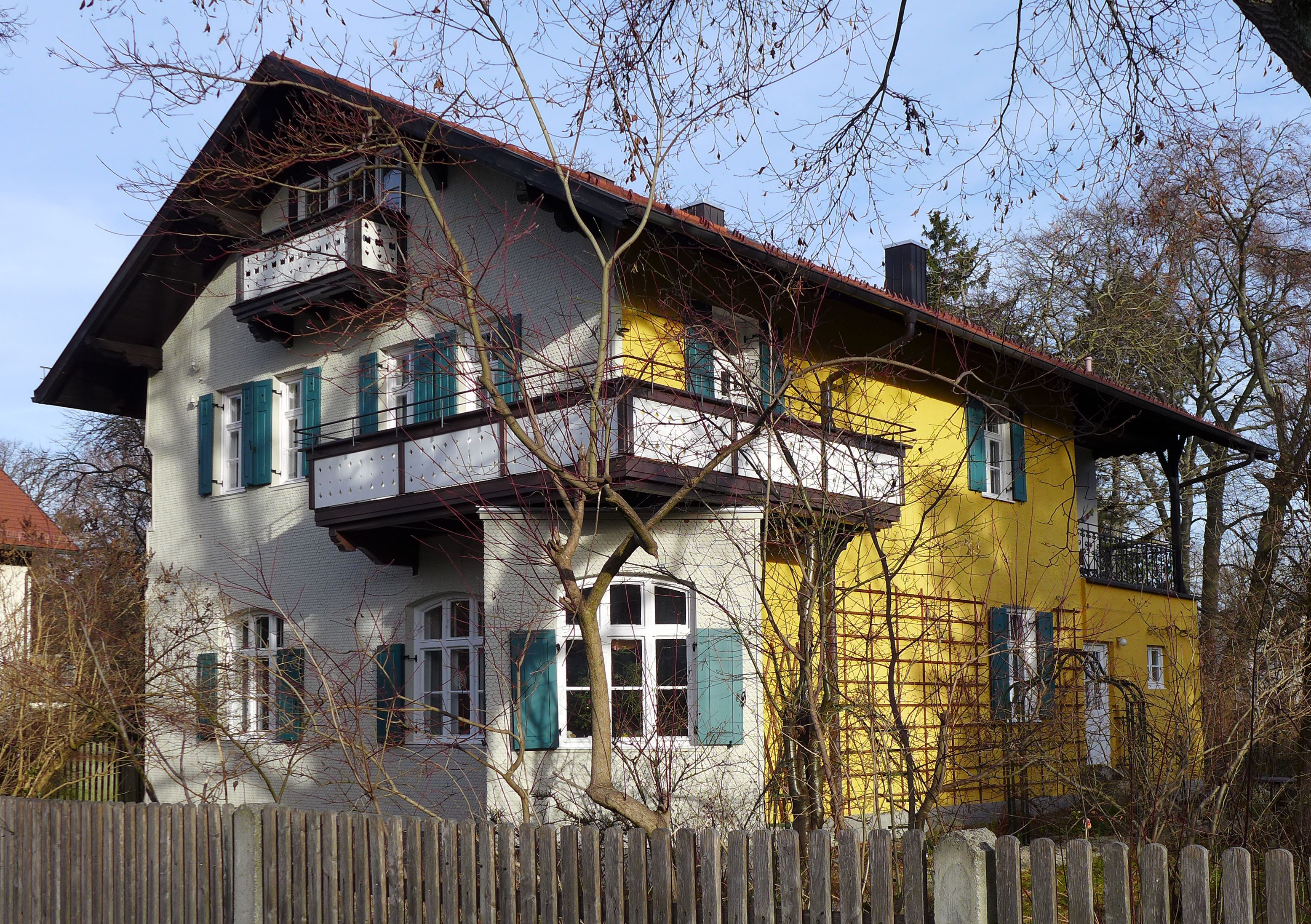
Villa Oselstraße 28 im Stadtteil Pasing von München

Das Gebäude Oselstraße 28 im Stadtteil Pasing der bayerischen Landeshauptstadt München wurde 1893 errichtet. Die Villa in der Oselstraße, die zur Frühbebauung der Villenkolonie Pasing I gehört, ist ein geschütztes Baudenkmal.
Der zweigeschossige Satteldachbau mit Eckerker, hölzernem Eckbalkon und Hausmadonna wurde nach Plänen des Architekturbüros August Exter im Heimatstil errichtet. Der Bau wurde 1911 durch Georg Völkl nach hinten erweitert.
Das Haus Oselstraße 38 ist identisch, weshalb man von einem standardisierten Typus aus dem Büro Exter sprechen kann.